# Irchenbrunn
Irchenbrunn ist ein Gemeindeteil von Altomünster im oberbayerischen Landkreis Dachau. Am 1. Mai 1978 kam das Dorf Irchenbrunn, auf einer Anhöhe oberhalb des Steinbachs gelegen, als Gemeindeteil von Hohenzell zu Altomünster.

## Geschichte
Irchenbrunn wird 1270 erstmals als „Unchenprunne“ erwähnt. Der Name rührt von einer Quelle am südöstlichen Dorfende her.

## Baudenkmäler
- Katholische Dreifaltigkeitskapelle, erbaut im 18. Jahrhundert